# Heoeugorna albovittata
Heoeugorna albovittata är en fjärilsart som beskrevs av Arnold Pagenstecher 1894. Heoeugorna albovittata ingår i släktet Heoeugorna och familjen nattflyn. Inga underarter finns listade i Catalogue of Life.